# 锡夫拉克德布莱
锡夫拉克德布莱（法語：Civrac-de-Blaye，法語發音：[sivʁak də blaj]，意为“布莱的锡夫拉克”）是法国吉伦特省的一个市镇，属于布莱区。

## 地理
锡夫拉克德布莱（45°6'42"N, 0°26'34"W）面积13.25 平方千米，位于法国新阿基坦大区吉倫特省，该省份为法国西南部沿海省份，是法國本土面积最大的省，北起滨海夏朗德省，西临大西洋，南至朗德省，东南接洛特-加龍省，东临多爾多涅省。
与锡夫拉克德布莱接壤的市镇（或旧市镇、城区）包括：圣萨万、塞扎克、皮尼亚克、圣克里斯托利-德布莱、圣马里安、圣维维安德布莱。

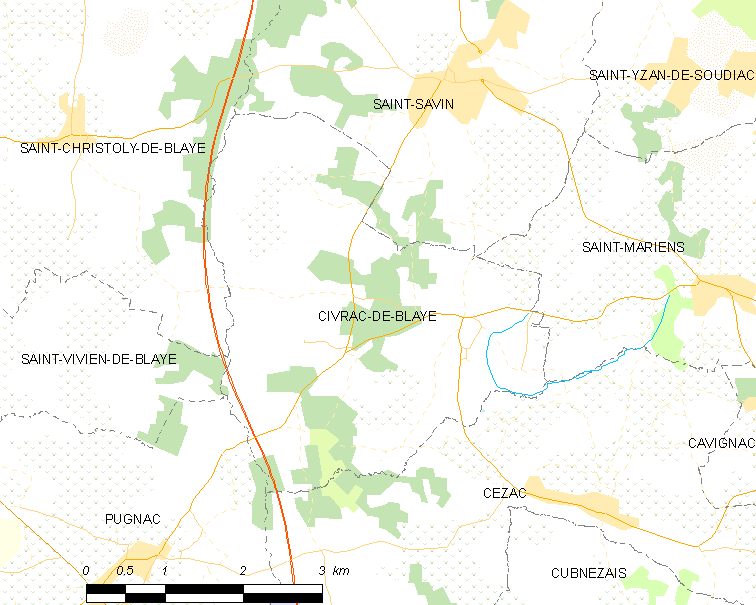
锡夫拉克德布莱的OSM定位图

锡夫拉克德布莱的时区为UTC+01:00、UTC+02:00（夏令时）。

## 行政
锡夫拉克德布莱的邮政编码为33920，INSEE市镇编码为33126。

## 政治
锡夫拉克德布莱所属的省级选区为北吉伦特县。

## 人口

1962-2008年间锡夫拉克德布莱人口变化图示

锡夫拉克德布莱于2022年1月1日时的人口数量为791人。